# Eotetraodon
Eotetraodon è un genere di pesci ossei estinto, appartenente ai tetraodontiformi. Visse tra l'Eocene inferiore e i'Eocene medio (circa 50 - 42 milioni di anni fa) e i suoi resti fossili sono stati ritrovati in Europa e in Asia. Eotetraodon è un rappresentante arcaico dei tetraodontidi, il gruppo di pesci ossei attualmente rappresentati dai pesci palla.

## Descrizione
Questo pesce era molto simile agli odierni pesci palla (gen. Tetraodon) con i quali è strettamente imparentato, ma era di dimensioni molto inferiori. Come questi, Eotetraodon possedeva un cranio grosso e robusto caratterizzato da un forte becco, Il corpo era moderatamente allungato e robusto, con un peduncolo caudale sottile. La regione addominale era solo leggermente rigonfia. Tra le caratteristiche distintive di Eotetraodon vi era la presenza di 12 raggi della pinna caudale, anziché i soliti 11 raggi delle forme attuali (una caratteristica arcaica).
Probabilmente anche Eotetraodon era in grado di rigonfiare il proprio corpo inghiottendo acqua, come le forme attuali.
Un esemplare della specie Eotetraodon tavernei mostra anche i segni della colorazione originale dell'individuo: il dorso era scuro ed erano presenti piccole macchie scure lungo i fianchi.

## Classificazione
I primi fossili di Eotetraodon vennero descritti nel 1887 da Achille De Zigno, e vennero scoperti nei giacimenti fossili di Pesciara di Bolca, in provincia di Verona, risalenti a circa 50 - 49 milioni di anni fa. De Zigno li descrisse come una nuova specie del genere attuale Tetraodon (T. pygmaeus); uno studio di Tyler del 1980 permise di riconoscere un genere a sé stante per questa specie, che venne quindi classificata come Eotetraodon pygmaeus.
A Bolca è stata rinvenuta un'altra specie (E. tavernei), mentre dalla zona di Gorny Luch, nel Caucaso settentrionale (Russia), sono stati ritrovati i resti della specie E. gornylutshensis, proveniente da terreni più recenti (circa 42-41 milioni di anni fa).